# Tina Mba
Pour les articles homonymes, voir Mba.
 (juin 2024).
La mise en forme du texte ne suit pas les recommandations de Wikipédia : il faut le « wikifier ».
Les points d'amélioration suivants sont les cas les plus fréquents. Le détail des points à revoir est peut-être précisé sur la page de discussion.
- Les titres sont pré-formatés par le logiciel. Ils ne sont ni en capitales, ni en gras.
- Le texte ne doit pas être écrit en capitales (les noms de famille non plus), ni en gras, ni en italique, ni en « petit »…
- Le gras n'est utilisé que pour surligner le titre de l'article dans l'introduction, une seule fois.
- L'italique est rarement utilisé : mots en langue étrangère, titres d'œuvres, noms de bateaux, etc.
- Les citations ne sont pas en italique mais en corps de texte normal. Elles sont entourées par des guillemets français : « et ».
- Les listes à puces sont à éviter, des paragraphes rédigés étant largement préférés. Les tableaux sont à réserver à la présentation de données structurées (résultats, etc.).
- Les appels de note de bas de page (petits chiffres en exposant, introduits par l'outil «  Source ») sont à placer entre la fin de phrase et le point final[comme ça].
- Les liens internes (vers d'autres articles de Wikipédia) sont à choisir avec parcimonie. Créez des liens vers des articles approfondissant le sujet. Les termes génériques sans rapport avec le sujet sont à éviter, ainsi que les répétitions de liens vers un même terme.
- Les liens externes sont à placer uniquement dans une section « Liens externes », à la fin de l'article. Ces liens sont à choisir avec parcimonie suivant les règles définies. Si un lien sert de source à l'article, son insertion dans le texte est à faire par les notes de bas de page.
- La présentation des références doit suivre les conventions bibliographiques. Il est recommandé d'utiliser les modèles {{Ouvrage}}, {{Chapitre}}, {{Article}}, {{Lien web}} et/ou {{Bibliographie}}. Le mode d'édition visuel peut mettre en forme automatiquement les références.
- Insérer une infobox (cadre d'informations à droite) n'est pas obligatoire pour parachever la mise en page.

Pour une aide détaillée, merci de consulter Aide:Wikification.
Si vous pensez que ces points ont été résolus, vous pouvez retirer ce bandeau et améliorer la mise en forme d'un autre article.
Tina Mba est une actrice nigériane qui a été nommée pour l'Africa Movie Academy Award de la meilleure actrice dans un second rôle lors de la 7e cérémonie des Africa Movie Academy Awards.

## Carrière
En 2017, elle a joué entre autres dans Isoken, Bariga Suger, Okafor's Law, et a été décrite comme « l'actrice de l'année » par Pulse. Aux Africa Magic Viewers' Choice Awards 2017, elle a été nommée dans la catégorie meilleure actrice dans une comédie. Dans une interview avec The Punch (en), elle a révélé que le secret de son interprétation des rôles résidait dans le fait de vivre le personnage et de s'imaginer dedans. Elle a également déclaré qu'elle aurait préféré le théâtre aux longs métrages, si elle avait été payée à parts égales pour les deux. En 2016, elle a joué dans Ufuoma, un drame romantique réalisé par Ikechukwu Onyeka. En octobre 2017, elle a joué dans Omoye, un film de plaidoyer contre les violences sexuelles. En 2017, elle a joué dans la comédie romantique Isoken aux côtés de Funke Akindele et Dakore Egbuson-Akande. Elle incarne une mère faisant pression sur sa fille pour qu'elle se marie et ne se concentre pas uniquement sur sa carrière. La même année, YNaija raconte ses rôles précédents dans Tango with Me, Okafor's Law, Isoken, etc. tout en déclarant que ses performances stellaires ne sont souvent pas assez appréciées dans l'industrie. Il a estimé que le langage corporel « Naija » qu'elle apporte à son personnage donne une expression plus réaliste à ses rôles.
En 2011, elle a reçu une nomination pour la meilleure actrice dans un second rôle au 7e Africa Movies Academy Award. Toujours en 2017, elle a été nommée pour la meilleure actrice dans une comédie au 5e Africa Magic Viewer's Choice Award pour sa performance dans Meet the In-Laws.

## Filmographie sélective
(juin 2024).
- Si vous ne connaissez pas le sujet, laissez ce bandeau (vous pouvez alors contacter les auteurs).
- Si vous supprimez le contenu mis en cause (vous pouvez préalablement contacter les auteurs),

argumentez précisément cette suppression dans la page de discussion
(un manque de référence n'est pas un argument ; une recherche réelle de référence doit avoir été effectuée, être formellement documentée).
- Isoken (2017) en tant que Mama Isoken
- Okafor's Law (2016) en tant que maman
- Make a Move (2014)
- Married but Living Single (2012) en tant que pasteur
- Heroes and Zeroes (2012) en tant que Tinuke Amos Fela
- Tango with Me (2010) en tant que Mme Jibike Bankole-Smith
- The Tenant (2008) en tant que mère d'Obinna
- Beneath Her Veil (2015)
- Three Wise Men (2016)
- My Name is Kadi (2016) en tant que Mme Hamilton
- Banana Island Ghost (2017) en tant que mère d'Ijeoma
- The Bridge (2017) en tant que Mme Maxwell
- God Calling (2018) en tant que mère de Sade
- Nigerian Prince (2018) en tant que Grace
- The Set Up (2019) en tant que Madame
- Two Weeks in Lagos (2019) en tant que Sisi Toyin
- For Maria Ebun Pataki (2020)[8]
- Rise of the Saints (2020) en tant que Prophétesse
- Tainted Canvas (2020) en tant que Aunty Bisi
- Breaded Life (2021) en tant que Mme Cole
- Unintentional (2021) en tant que mère d'Uzor
- The Rise of Igbinogun (2022)[9]
- Battle on Buka Street (2022)[10] en tant que Ezinne
- Orah (2023) en tant que maman
- Breath of Life (2023)[11] en tant que Mama Ayo
- Meeting Funmi's Parents (2024) en tant que Toyin

## Récompenses et nominations
| Année | Remise des prix               | Catégorie                                       | Film                  | Résultat | Réf    |
| ----- | ----------------------------- | ----------------------------------------------- | --------------------- | -------- | ------ |
| 2020  | Best of Nollywood Awards 2020 | Meilleure actrice dans un second rôle – anglais | This Lady Called Life | nommée   | [ 12 ] |

## Vie privée
Tina Mba est née dans l'État du Delta, au Nigéria. Cependant, elle est originaire de l’État d’Enugu. Elle est la première des sept enfants de ses parents. Elle est mère célibataire de deux enfants, Tania et Joseph,.